# Federazione Nazionale Pro Natura
La Federazione Nazionale Pro Natura è un’associazione ambientalista italiana di promozione sociale.

## Storia
La Federazione Nazionale Pro Natura si costituisce con l’originaria denominazione di Pro Natura Italica il 20 giugno del 1959, nell’abito del “Congresso Nazionale per la Protezione della Natura in relazione ai problemi dell'economia montana”, che si tiene a Bologna tra il 18 e il 20 giugno del 1959 per iniziativa della Commissione per la Protezione della Natura del Consiglio Nazionale delle Ricerche con il concorso della Società Emiliana Pro Montibus et Silvis.
Raccoglie il testimone di quel Movimento Italiano per la Protezione della Natura, nato il 25 giugno del 1948 nel castello di Sarre, in Valle d’Aosta, per iniziativa di un manipolo di pionieri dell'ambientalismo guidati da Renzo Videsott, che lavoravano all’iniziativa da circa un anno e che avevano appena tenuto una riunione preparatoria presso la dimora del Conte Gian Giacomo Gallarati Scotti (primo promotore della salvezza dell’orso bruno alpino) a Oreno di Vimercate (MB): testimone dell’incontro il giornalista e scrittore Dino Buzzati che ne scriverà sul “Corriere della Sera” (27 giugno 1948).
La Federazione Nazionale Pro Natura rappresenta dunque l’ultima erede di una storia antica, che ne fa la prima e più antica protagonista della storia del movimento ambientalista in Italia. Erede di quel Movimento Italiano Pro Natura (per la maggior parte costituito da insegnanti della scuola secondaria e dell’Università) che per primo si pose l’obiettivo di estendere e condividere le preoccupazioni sui destini ambientali del pianeta, pesantemente compromesse dall’era industriale. Le prime sezioni si costituirono a Torino, Milano, Trento e Vicenza, per poi diffondersi in tutta Italia.
Guidato da Renzo Videsott, professore presso la Facoltà di Medicina Veterinaria di Torino e Direttore Sovrintendente del Parco Nazionale del Gran Paradiso, il Movimento fu mosso, al suo esordio, dal bisogno esasperato di salvare lo stambecco, accompagnato dall’importanza di diffondere l’idea della protezione della natura nel campo sociale per due ragioni: il salvataggio delle risorse naturali e l’elevazione spirituale dell’umanità.
Esaurita la prima fase, nel 1959 avviene la rifondazione del movimento, che nell’assemblea di Bologna assume la denominazione di Pro Natura Italica. Le associazioni costituenti sono Pro Natura Torino, Società emiliana Pro Montibus et Silvis, Unione Bolognese Naturalisti, Comitato per la Protezione della Natura di Genova, Società Naturalisti Veronesi, Comitato per la Protezione della Flora e della Fauna del Carso, Comitato di Trento e di Vicenza del Movimento Italiano Protezione Natura, Associazione “Diacinto Cestoni” di Livorno e Touring Club Italiano.
Alla Presidenza viene chiamato il presidente di quest’ultimo, Cesare Chiodi, che la manterrà sino al 1968: lo seguiranno Valerio Giacomini (1969-1981), Alberto Silvestri (1981-1986), Francesco Corbetta (1986- 1993), Corrado Maria Daclon (1993- 2003), Valter Giuliano (2003–2009), Mauro Furlani (dal 2009).
Un altro momento importante nella storia della Pro Natura è quello che la porta ad assumere l’attuale denominazione. Accade nel 1969, quando viene chiamato alla Presidenza il professor Valerio Giacomini, botanico (ha portato in Italia la fitosociologia), ecologo (responsabile del programma MAB - Man and Biosphere - in Italia). Nell’occasione la Pro Natura rafforza la caratterizzazione che sin dalle origini la distinse dalle altre associazioni, vale a dire la presa di coscienza delle implicazioni sociali e politiche che l’impegno in difesa della natura e delle sue varie componenti, geologiche, paesaggistiche, floristiche, faunistiche, comporta. Se l’orientamento naturalistico rigorosamente scientifico ne costituisce un carattere originario e distintivo che va considerato fondamentale, un altro elemento viene sottolineato con la nuova denominazione di Federazione Nazionale Pro Natura: lo spirito federativo.
Nessuna forzatura e a volte artificiosa presenza decentrata, ma una casa comune nazionale pronta ad accogliere le realtà vive che di volta in volta, magari su battaglie ed esigenze specifiche di determinati territori, si coagulano e possono trovare un riferimento forte, anche se organizzativamente leggero, nel federalismo dell’associazione. Quattro anni dopo, a Forlì, la cornice statutaria, entro la quale debbono muoversi le associazioni che chiedono di essere federate, si arricchisce di un ulteriore approfondimento politico: la Carta di Forlì. Si tratta del Documento programmatico, poi aggiornato nel 1982 e nel 2000, che rappresenta le linee guida per l’impegno e l’attività degli associati.

## Attività
Oltre all’iniziale battaglia per sottrarre all’estinzione lo stambecco delle Alpi (Capra ibex) concluso con un grande successo, i primi impegni si sviluppano particolarmente nei settori educativo e informativo, con la pubblicazione e diffusione di materiale didattico nelle scuole e tra la popolazione e l’organizzazione di cicli di conferenze in materia ambientale e naturalistica.
Tra le battaglie più significative quella per la salvezza dei giardini Hambury alla Mortola di Ventimiglia e, successivamente, per la ricostruzione del giardino alpino Chanousia al Colle del Piccolo San Bernardo, per l’istituzione di un Parco nazionale Adamello-Brenta-Stelvio, per l’istituzione di un Parco nazionale marino sui fondali della Meloria, per la difesa del Parco Nazionale Gran Paradiso dagli invasi idroelettrici, e dei Parchi nazionali d’Abruzzo e del Circeo dall’assalto della speculazione edilizia, per la difesa della flora, dei boschi e dei pascoli in territorio alpino. La Pro Natura è in prima fila nella battaglia per la difesa idrogeologica del territorio nazionale a cominciare dalle alluvioni che colpiscono il Paese dalla metà degli anni Sessanta.
In quel periodo l’impegno viene profuso per la tutela delle alberate e la tutela del paesaggio dall’invadenza dei cartelloni pubblicitari, per la cessazione delle cacce primaverili, l’abolizione della pratica dell’uccellagione e per la tutela del camoscio alpino, si batte vittoriosamente per la reintroduzione dell’insegnamento delle scienze naturali nella scuola, da dove è stato abolito nel 1923. L’associazione è in prima fila nell’elaborazione del Testo unico sulla caccia (2 agosto 1967), che riconoscerà alla Pro Natura la partecipazione, attraverso i suoi rappresentanti, negli organismi di gestione dell’attività venatoria; per meglio coordinare la materia, all’interno dell’associazione si predispone, agli inizi del 1968, un apposito Ufficio Studi sui problemi della caccia.
Nel 1970 Pro Natura Italica presenta un proprio testo per il disegno di legge sulla legge quadro per le aree protette. Più tardi sosterrà la “Strategia 10%”, che intende promuove la tutela di quella percentuale del territorio italiano e ancor dopo lo sforzo che porterà, nel 1991, alla legge n. 394.
Tra le battaglie degli ultimi anni del secolo scorso, quella per il risparmio energetico e le energie sostenibili e rinnovabili in alternativa al Piano Energetico Nazionale presentato dall’allora ministro Carlo Donat Cattin (1975), che prevedeva il ricorso al nucleare con la costruzione di venti centrali atomiche da mille MW ciascuna, successivamente ridotte a dodici. Altri fronti di impegno, le battaglie per la chiusura delle fabbriche della morte, da Seveso alla Valle Bormida; l’opposizione alle grandi opere ambientalmente insostenibili, (dal traforo ferroviario di base della Lione-Torino, al passante di Mestre, alla Pedemontana; dalle trivellazioni nel Mediterraneo, al gasdotto TAP, ecc.). Tra gli impegni più recenti quello per la tutela della biodiversità, in particolare attraverso il Programma Alpino Uomo e Grandi Carnivori.

## Le federate
A fine 2021 la Federazione conta 94 enti associati presenti in diciassette Regioni.

## La rete delle aree protette
La Federazione gestisce un proprio sistema di aree naturali protette, con una particolare attenzione alle zone umide, ecosistemi tra i più rari, fragili e minacciati. Su di esse si attua un’oculata gestione scientifica capace di conservare gli equilibri dinamici della natura esistenti e nel contempo recuperare agli stessi aree degradate a causa di un errato utilizzo. Le oasi, di proprietà o in concessione demaniale, sono di estrema rarità e rappresentatività per la biodiversità della nostra penisola. Tra queste l’alneto impaludato di Santonco, il Monte Prinzera, il bosco Ugo Campagna, lo Stagno Urbani, l'Agogna Morta, i Fontanili di Valle Re, l'oasi di Ca' Pegolotta, la Palude Loja.
La Federazione, inoltre, grazie ad un lascito testamentario è proprietaria, in Comune di Scontrone (L’Aquila) della “Casa degli Appennini di Iadeva”, recentemente restaurata e che ospita un piccolo museo su vari aspetti della vita quotidiana del passato.
La Federazione Nazionale Pro Natura è stata all'inizio della sua storia, come Movimento Italiano Protezione Natura, tra i fondatori (Fontainebleau, ottobre 1948) dell’IUCN (Unione Internazionale Conservazione della Natura). Oltre all’IUCN, aderisce all’European Environmental Bureau.
Riconosciuta come associazione ambientalista nazionale con decreto del Ministero dell’Ambiente del 20 febbraio 1987, partecipa con i suoi rappresentanti alle Consulte regionali e provinciali per l’applicazione delle leggi per la tutela della fauna e l’esercizio venatorio; ha inoltre fatto parte del Comitato Tecnico Venatorio Nazionale, della Consulta per la Difesa del Mare, del Consiglio Nazionale dell’Ambiente.
Ha fatto inoltre parte dell’Assisi Nature Council, del Comitato Permanente Internazionale Terra Mother, del Comitato Parchi Nazionali Italiani e Riserve Analoghe e della Commissione Internazionale per la Protezione delle Regioni Alpine (CIPRA).
È riconosciuta come associazione di promozione sociale.

## Natura e Società
La Federazione Nazionale Pro Natura pubblica, dal 1970, il periodico trimestrale Natura e Società, nato da un progetto del Segretario Dario Paccino, (già segretario del TCI, giornalista e scrittore, autore tra gli altri di Domani il diluvio e poi del fortunato saggio L’imbroglio ecologico Einaudi 1972, che fece molto discutere il mondo ambientalista) che ne fu il primo direttore.

## Social
- Pagina Facebook ufficiale
- Canale YouTube
- Instagram